# 学习理论

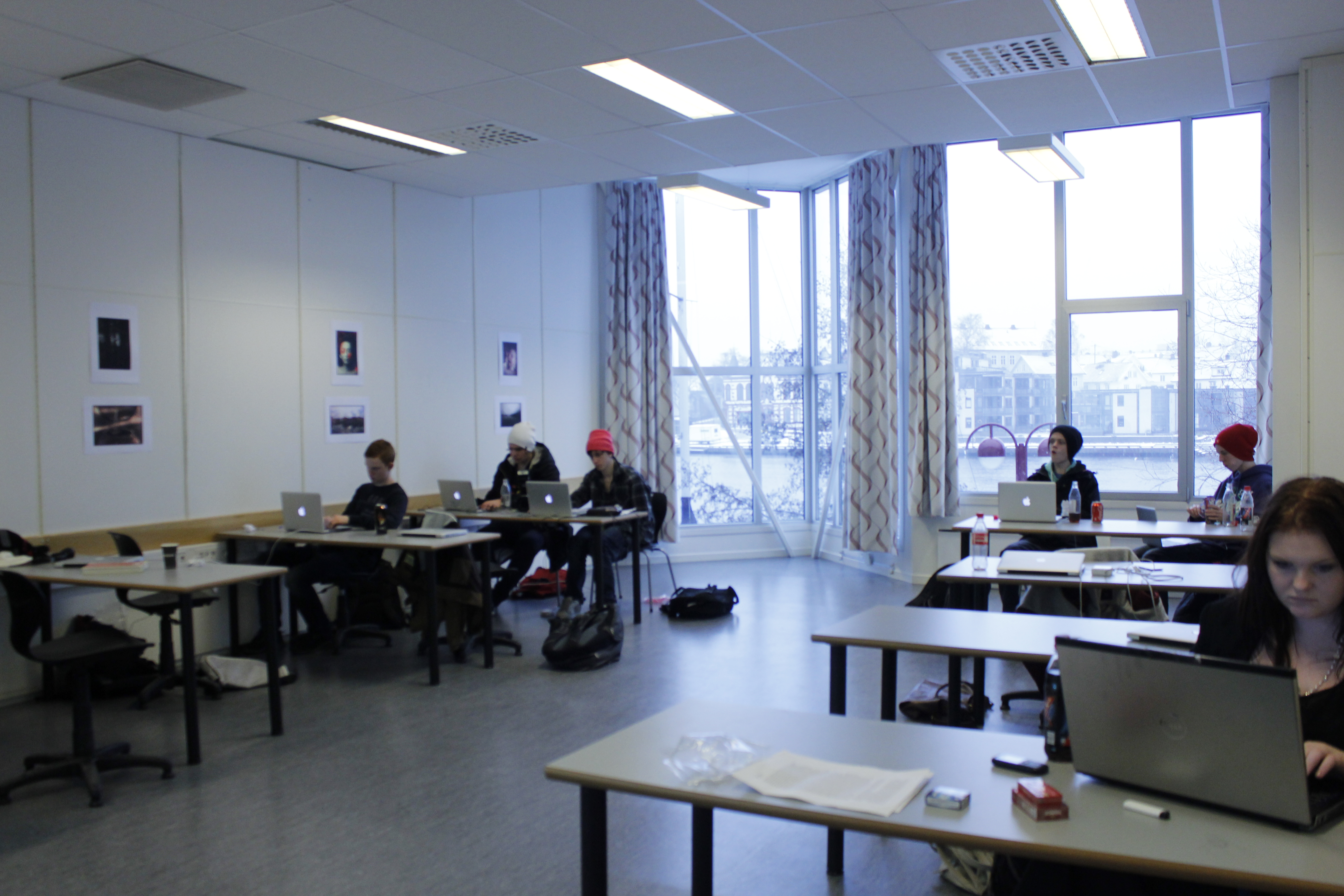
挪威的一间教室

学习理论描述了学生在学习过程中如何接收、处理和巩固知识。教育心理学家珍妮·埃利斯·奥姆罗德和丹麦科学家克努·伊萊里斯指出，认知、情感、环境因素以及学生先前的经验都会影响学生的世界观、理解方式和变化过程，同时也影响学生对知识和技能的记忆与应用。
行为主义者将学习视为操作制約的一种表现，主张在教育中采用奖励和目标系统；认知主义的支持者认为，仅将学习定义为行为的变化是过于狭隘的，因此他们研究的重点是学习者本身，而非其所处的环境。这类人尤其关注人类记忆的复杂性；建构主义的倡导者认为，学习者的学习能力在很大程度上取决于他们已有的知识和理解，因此知识的获取应是一个因人而异的建构过程；轉化學習理論的提倡者则关注学习者的先入之见和其世界观所需的改变；地理学习理论则探讨环境和情境如何塑造学习过程。
在教育心理学领域之外，一些技术可以直接观察大脑在学习过程中的运作，例如事件相关电位和功能性磁共振成像，这些技术被用于对教育神經科學的研究。多元智能理論认为，学习是大脑中数十个不同功能区域相互作用的结果，每个区域在不同的个体中具有各自的优势和劣势。然而，实证研究表明，该理论缺乏科学证据的支持。

## 理論體系
学习理论主要分为四大理论体系：
- 行为主义：把学习看作刺激与反应之间联结的建立（S-R），是尝试错误的过程（试误）。其中又分为古典制約（代表人物为巴夫洛夫及約翰·布羅德斯·華生）及操作制约（代表人物为桑代克和斯金纳）。
- 认知主义：认知主义在反思行为主义的基础上，注重头脑中信息加工的过程，代表的观点有加涅的信息加工理论，加涅的信息加工模型系统地阐释了学习者自感知信息开始，到短时记忆、长时记忆，直至对外部环境做出反应的过程。
- 建構主義：认为学习是对情境的理解或顿悟，是认知结构的变化。
- 人本主義：人是因為需求而學習。此主義從全人教育的觀點來談學習。主要有三大人本主義心理學者：马斯洛、庫姆斯（英语：Arthur Wright Combs）、卡爾·羅哲斯。

从20世纪60年代末以来，前兩大主義体系有接近的趋势。如加涅的累积学习论（Theory Of Accumulative Learning）和亞伯特·班度拉的社会学习理论（Social Learning Theory）被认为是前两大主義的兼容并蓄。